# ناحیه نادی‌کانیژا
ناحیهٔ نادْیْ‌کانیژا (به مجاری:  Nagykanizsai járás) یک ناحیه در مجارستان است که در زالا واقع شده‌است و ۹۰۷٫۹۱ کیلومتر مربع مساحت و ۷۸٬۲۵۲ نفر جمعیت دارد.